# Beureuleung
Beureuleung is een bestuurslaag in het regentschap Pidie van de provincie Atjeh, Indonesië. Beureuleung telt 699 inwoners (volkstelling 2010).